# Coelopleurus vittatus
Coelopleurus vittatus is een zee-egel uit de familie Arbaciidae. De wetenschappelijke naam van de soort werd voor het eerst geldig gepubliceerd in 1927 door René Koehler.